# Arbetskraftskostnad
Arbetskraftskostnad i en produktion mäts vanligen i valutan per timme och är lika med timlönen plus skatter och avgifter. Arbetskraftskostnaden är ofta den mest betydande delen av produktionskostnaden.